# Albert Irvine
Albert Walter Irvine (7 tháng 5 năm 1898 - 1975) là một cầu thủ bóng đá chuyên nghiệp người Anh thi đấu ở vị trí hậu vệ biên.